# Porzellanfabrik Wirz & Riffart
Die Porzellanfabrik Wirz & Riffart war ein Porzellan herstellendes Unternehmen mit Sitz in Köln-Nippes.

## Geschichte

### Engelbert Cremer (1793–1857)
Gegründet wurde die Steingutfabrik 1793 von Bernhard Monheim und seinem Schwiegersohn Engelbert Cremer. Das Unternehmen firmierte 1798 als Monheim & Cremer zu Mauenheim am Nippes. 1822 beschäftigt die Fabrik 30 Arbeiter. Schon vor 1831 wurde die Fabrik in „Engelbert Cremer & Sohn, Porzellan-, Fayence- und Steingutfabrik“ umbenannt. Nach dem Tod von Engelbert Cremer 1835 übernahm sein Sohn, Heinrich Laurenz Cremer die Fabrik. Die Porzellanherstellung wurde unter Cremer und seinem Sohn bis nach 1840 weitergeführt. Seit 1852 hatte sich zudem auf dem Firmengelände die Porzellan-Fabrik Wirz & Riffart etabliert.

### Wirz & Riffart (1852–1882)
Die Firma wurde am 11. Februar 1852 auf dem Firmengelände der Porzellanfabrik Engelbert Cremer gegründet. Anton Aloys Wirz übernahm 1857 zusammen mit seinem Kompagnon und Schwager Heinrich Joseph Felix Falckenberg die Produktionsstätte von der Familie Cremer in Nippes. Sie firmierte ab 1859 dann als Wirz & Riffart. Laut Amtsblatt der Königlichen Regierung zu Köln von 1862 waren Anton Aloys Wirz und Wilhelm Riffart seit dem 27. Mai 1862 berechtigt die Gesellschaft zu vertreten.  Sie firmierte 1870 in der Zeitschrift zur Förderung von Kunst und Gewerbe als „Wirz & Riffart Porzellan-Fabrik und Malerei“. 1875 wurden 200 Personen beschäftigt. Die Fabrik war auch an die seit 1877 bestehende Kölner Pferdebahn angeschlossen. Die Porzellanfabrik ist 1882 abgebrannt.

## Produkte

### Engelbert Cremer (1793–1857)
Ab 1793 Steingut. Herstellung von durchsichtigem Porzellan nach Pariser Art erfolgte erst nach 1816. Schon 1817 stellte die Firma außer Steingut auch durchsichtiges Porzellan nach Pariser Art und 1822 alle Sorten Tafel-, Kaffee-Geschirr her.

### Wirz & Riffart (1852–1882)
Die Kölner Porzellanfabriken in Deutz (Porzellanfabrik J. W. Bruckmann), Nippes (Porzellanfabrik Wirz & Riffart) und Kalk (Porzellanfabrik Kalk) verwendeten um 1867 meist französische Porzellanerde. Das Porzellan wurde mit Blumenmotiven und Golddekor bemalt. Fabrikat 1876: Kaffee- und Thee-Service, Tafel-Geschirr, Waschtisch-Garnituren, Hotel- und Restaurations-Artikel, resp. Teller, Schüsseln, Tassen, etc. doppeltstark, Dessertsachen, Vasen, Blumentöpfe, Cachepots, Figuren, und alle in dieses Fach einschlagende Artikel, weiss, farbig, gerändert, vergoldet und dekoriert. Auch Seifendosen mit Strohblumenmuster mit blauer, unter Glasur Pinselmarke: W & R
1877 wurden 1.500 Tassen mit dem Datum: „2. Sept. 1877“ für eine Sedanfeier gefertigt, die eine Gemeindevertretung, einer Stadt an der Ruhr, bei Wirz & Riffart bestellt hatte. Diese Sedantassen wurden 1877 bei einer Gedenkfeier anlässlich des 7. Jahrestages der Schlacht bei Sedan (1870), an Schulkinder verteilt.

## Fabrikmarken
- Als Marke unter Fayence wurden bis 1810 die Buchstaben NF und NFF verwendet. Wird gedeutet als Nippeser Fayence, bzw. Nippeser Fayence Fabrik. Weitere Marken sind: ein Anker, Cremer Nippes Köln, Eng. Cremer u. Sohn in Cöln a. R.[7]
- Fabrikmarke: Im Oval mittig steht „NIPPES“, darüber steht „WIRZ & RIFFART“ und unter dem Wort „NIPPES“ steht „PORZELLAN-FABRIK“.[8]
- Blaue Pinselmarke: W & R unter Seifendose mit Strohblumenmuster.